# Pferdemetzgerei
Die Pferdemetzgerei, Pferdefleischerei, Pferdeschlachterei, Rossmetzgerei oder Rossschlachterei, in Österreich Pferdefleischhauerei genannt, ist eine spezielle Fleischerei, in der Pferdefleisch und manchmal auch Eselsfleisch angeboten wird.

## Tätigkeiten des Pferdemetzgers
Der Pferdemetzger beschäftigt sich mit der Herstellung beziehungsweise Verarbeitung von Fleisch- und Wurstwaren aus Pferde- und Eselsfleisch für den Verzehr. Er arbeitet in einer Fleischerei oder in einem Schlachthof. Der Beruf hat sich in den vergangenen Jahren stark gewandelt. Der Pferdemetzger schlachtet kaum mehr, sondern beschäftigt sich, wie auch in der übrigen Metzgerei, vor allem mit der Verarbeitung und Veredlung des Fleischs.

## Schlachtungen
Viele Pferdemetzgereien schlachten entweder selbst oder beziehen ihre Ware von Schlachtbetrieben aus der unmittelbaren Umgebung, so dass lange Tiertransporte entfallen. Einige Pferdemetzgereien arbeiten mit Tierschutzorganisationen zusammen, insofern sie sich von diesen nach Kriterien des Pferdeschutzes überprüfen lassen. Auch Notschlachtungen werden durchgeführt.

## Pferdefleisch
Zu den in Deutschland landestypischen Gerichten gehören der Rheinische Sauerbraten, der zumindest ursprünglich mit Pferdefleisch hergestellt wurde, auf Märkten auch die gebratene Rosswurst.

## Verbreitung
Pferdemetzgereien gibt es in Europa vor allem in Deutschland, Österreich, der Schweiz, Belgien, Frankreich und Italien.

### Deutschland
Die Anzahl der in Deutschland geschlachteten Pferde sowie die der Pferdemetzgereien insgesamt ist seit Anfang der 1990er Jahre stark rückläufig. Grund hierfür ist unter anderem, dass mittlerweile vor allem Privatpersonen Pferde besitzen. Diese bauen zumeist eine starke emotionale Bindung zu ihren Tieren auf und ziehen eine Schlachtung daher nicht in Erwägung.

### Italien
In Italien werden mehrere Gerichte traditionell aus Pferde- oder Eselfleisch hergestellt. Dazu gehört im Piemont Tapulone, ein in Wein geschmortes Eselhackfleisch, das mit Polenta und Roastbeef vom Pferd serviert wird. Ebenso wurden die Salumi genannten Wurstwaren ursprünglich aus Eselfleisch hergestellt.

### Schweiz
In der Schweiz selbst wird vergleichsweise wenig Pferdefleisch produziert: 411 Tonnen (2011). Jährlich werden rund 5000 Tonnen importiert; größtenteils aus Nord- und Südamerika (Kanada, Mexiko und Argentinien).

## Rechtliches
Seit 1993 ist es in Deutschland gestattet, Pferdefleischprodukte gemeinsam mit anderen Fleischwaren zu verkaufen.
Ob ein Pferd geschlachtet werden darf, richtet sich nach dessen Equidenpass. Pferdehalter können durch einen Eintrag in diesen die Schlachtung eines Pferdes untersagen. Sie verpflichten sich dann allerdings dazu, das Pferd auch im Alter zu versorgen. Eine Tötung ist in diesem Falle nur erlaubt, wenn dadurch übermäßiges Leid des Pferdes verhindert werden kann.

## Tierwohlaspekte
Der Tierschutzbund Zürich (TSB) hat in Zusammenarbeit mit anderen Tierschutzorganisationen den Pferdefleisch-Import in die Schweiz kritisch betrachtet. Die Organisationen verweisen auf Filmaufnahmen aus den USA, Kanada, Argentinien und Mexiko, die zeigen würden, wie Pferde beim Verladen mit Stöcken geschlagen und von Hunden gebissen würden, wie kranke Tiere unbehandelt litten und stürben, wie Pferde länger als einen Tag ohne Wasser, Nahrung oder Ruhepausen zum Schlachthof transportiert und dort unsachgemäß betäubt würden. Der Tierschutzbund Zürich wirft Schweizer Importeuren und Händlern vor, gegen ihre eigenen Tierschutz-Versprechen zu verstoßen: Man behaupte, Pferde würden in den genannten Ländern nach Schweizer oder EU-Tierschutzstandards behandelt, was in vielen Fällen aber nicht zutreffe. Die außereuropäischen Schlachtbetriebe verfügten aber über eine auch in der Schweiz akzeptierte EU-Zulassung, doch Aufnahmen aus zwei kanadischen Schlachthöfen würden beweisen, dass Pferde vor dem Schlachten nicht richtig betäubt würden.

Pferdemetzgereien
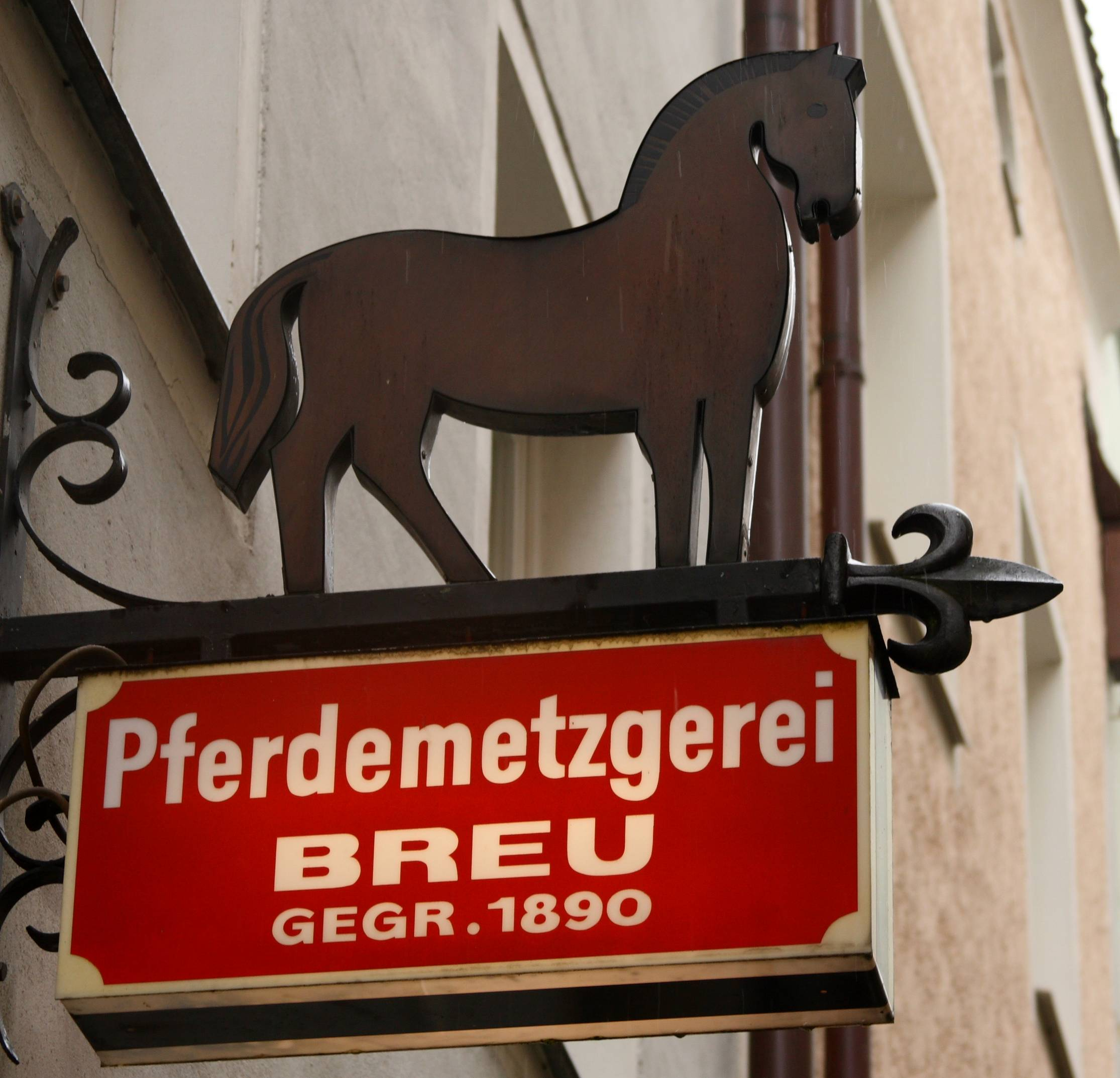
Pferdemetzgerei Breu in Passau
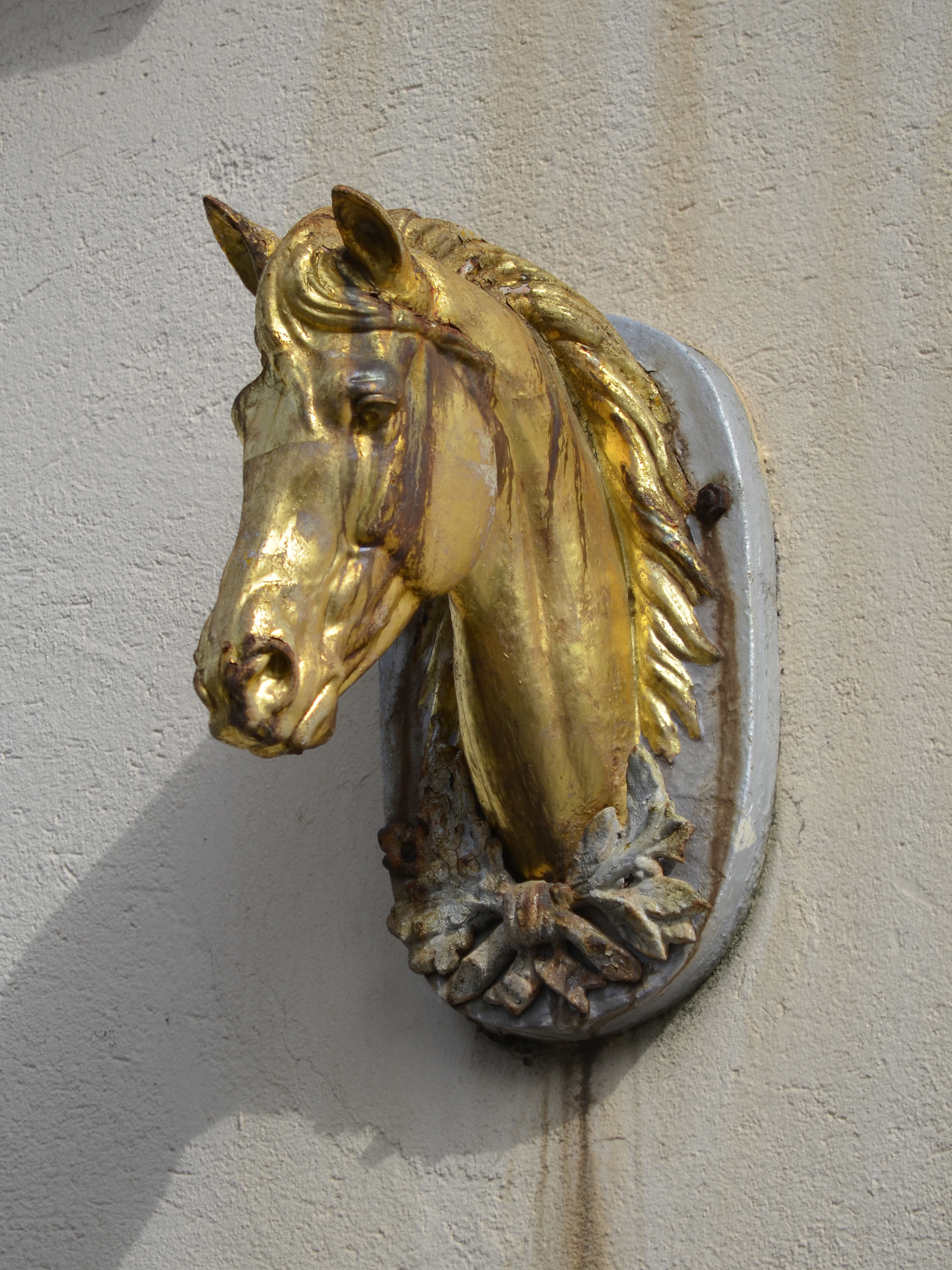
Vergoldeter Pferdekopf über einer Pferdemetzgerei in Frankreich
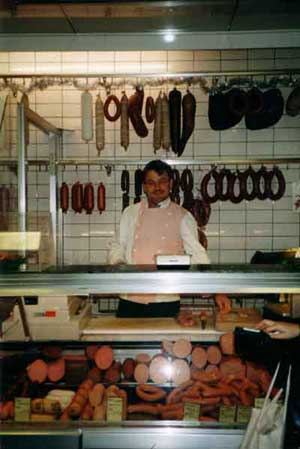
Pferdemetzgerei im rheinischen Eschweiler
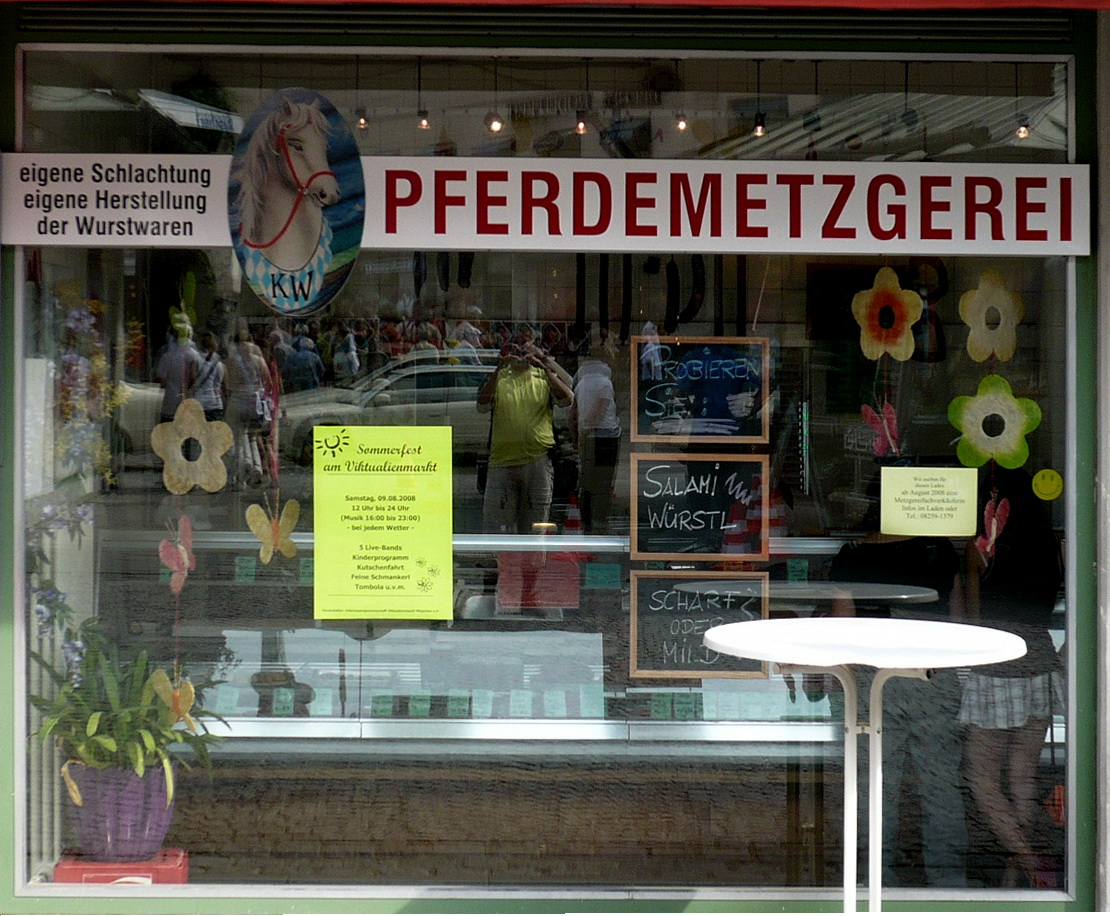
Pferdemetzgerei am Viktualienmarkt in München